# Giudaria

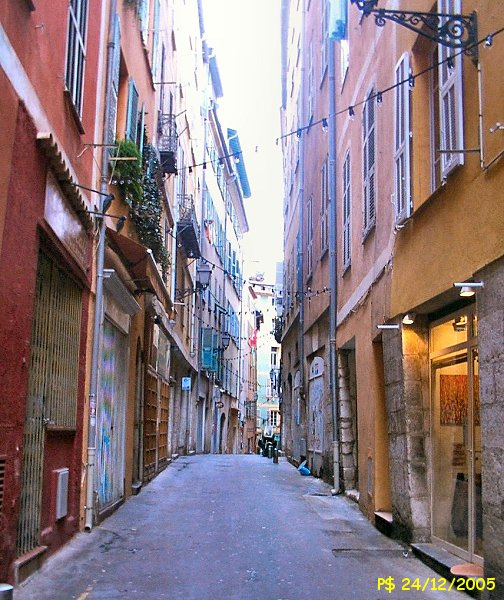
La rue Benoît Bunico dans le Vieux-Nice.

Giudaria, qui signifie, en niçois, la juiverie, est le ghetto où étaient reclus les Juifs de la ville. C'est la rue des Juifs de Nice au Moyen Âge. 1773 est aménagée une Synagogue, aujourd'hui une boutique. 

## Présentation

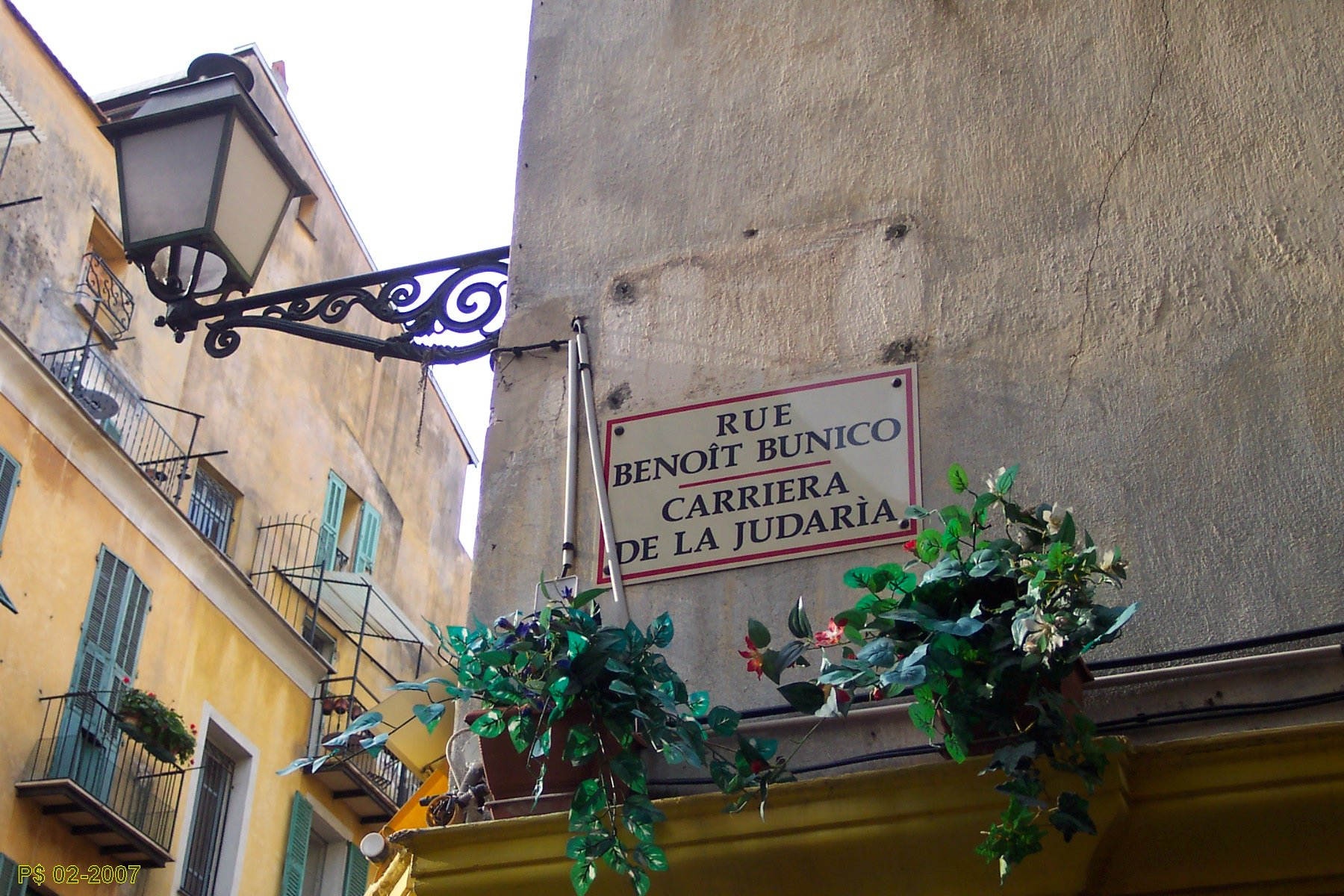
Plaque de rue bilingue. Le nom français correspond à l’appellation actuelle. Le nom niçois est une appellation ancienne.

Cette rue existe toujours dans le Vieux-Nice, mais est aujourd’hui englobée dans la « rue Benoît-Bunico ».